# Liste der Baudenkmale in Potsdam

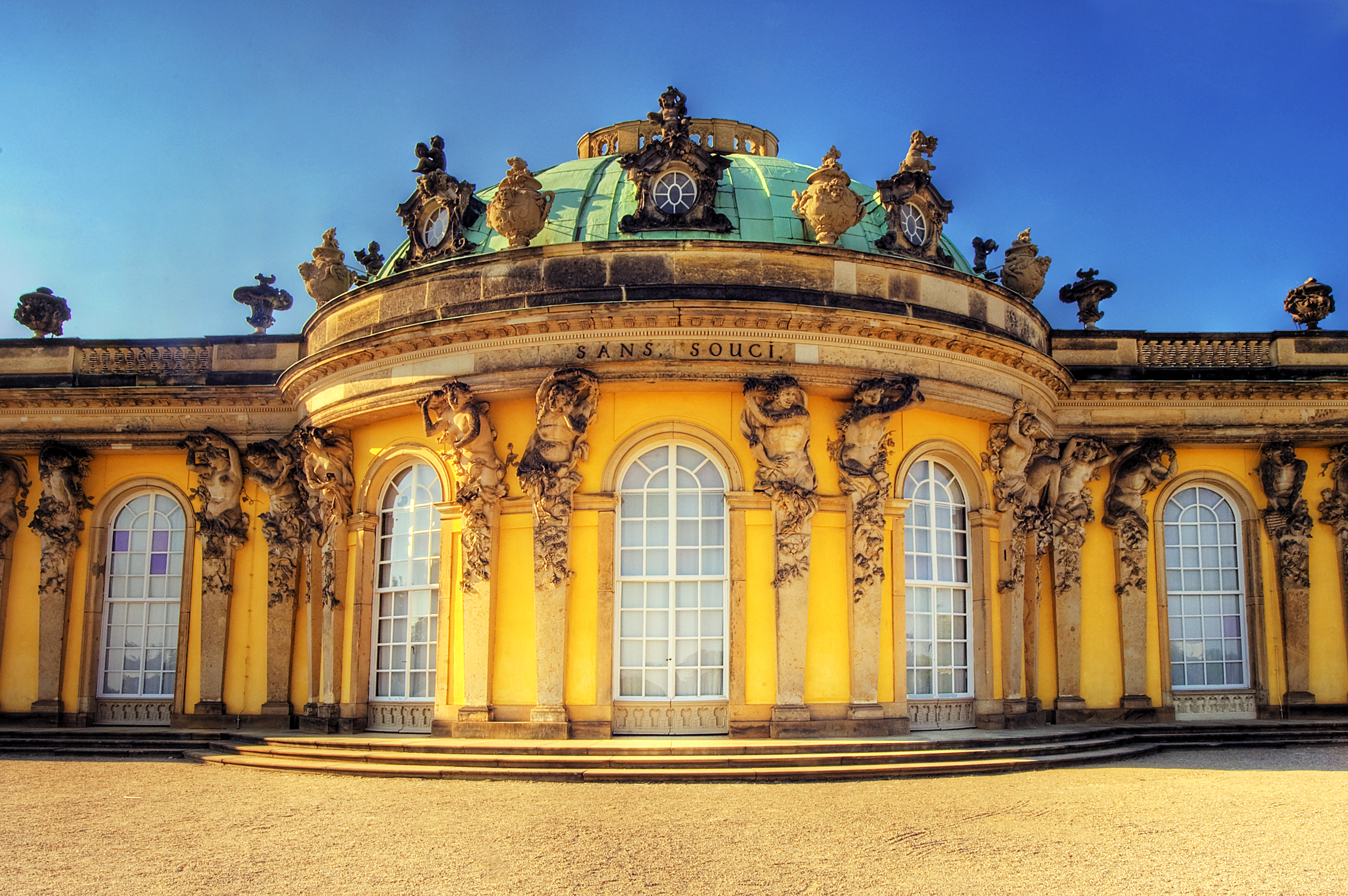
Schloss Sanssouci

Die Liste der Baudenkmale in Potsdam enthält alle Baudenkmale im Stadtgebiet der brandenburgischen Landeshauptstadt Potsdam sowie die von der Stiftung Preußische Schlösser und Gärten Berlin-Brandenburg verwalteten Objekte. Grundlage ist die Landesdenkmalliste vom 31. Dezember 2020, es sei denn, dass in den Teillisten ein anderes Datum eingetragen ist.
Die Liste besteht aus Unterlisten, die alphabetisch nach Straßen sortiert sind.
Die Baudenkmale in den Potsdamer Ortsteilen sind in einer separaten Liste aufgeführt.

## Legende
In den Spalten befinden sich folgende Informationen:
- ID-Nr.: Die Nummer wird vom Brandenburgischen Landesamt für Denkmalpflege vergeben. Ein Link hinter der Nummer führt zum Eintrag über das Denkmal in der Denkmaldatenbank. In dieser Spalte kann sich zusätzlich das Wort Wikidata befinden, der entsprechende Link führt zu Angaben zu diesem Denkmal bei Wikidata.
- Lage: die Adresse des Denkmales und die geographischen Koordinaten. Link zu einem Kartenansichtstool, um Koordinaten zu setzen. In der Kartenansicht sind Denkmale ohne Koordinaten mit einem roten beziehungsweise orangen Marker dargestellt und können in der Karte gesetzt werden. Denkmale ohne Bild sind mit einem blauen bzw. roten Marker gekennzeichnet, Denkmale mit Bild mit einem grünen beziehungsweise orangen Marker.
- Bezeichnung: Bezeichnung in den offiziellen Listen des Brandenburgischen Landesamtes für Denkmalpflege. Ein Link hinter der Bezeichnung führt zum Wikipedia-Artikel über das Denkmal.
- Beschreibung: die Beschreibung des Denkmales
- Bild: ein Bild des Denkmales und gegebenenfalls einen Link zu weiteren Fotos des Baudenkmals im Medienarchiv Wikimedia Commons

## Denkmalbereiche
Im Stadtgebiet sind per 31. Dezember 2020 sechs Denkmalbereiche ausgewiesen.
| ID-Nr.   | Lage           | Bezeichnung | Beschreibung | Bild |
| -------- | -------------- | --- | ------------ | --- |
| 09156825 | Potsdam (Lage) | Satzung zum Schutz des Denkmalbereichs Berlin-Potsdamer Kulturlandschaft, gemäß Eintragung in die Liste des Kulturerbes der Welt (World Heritage List der UNESCO) vom 1. Januar 1991, Verwaltungsbereich Potsdam |              | Satzung zum Schutz des Denkmalbereichs Berlin-Potsdamer Kulturlandschaft, gemäß Eintragung in die Liste des Kulturerbes der Welt (World Heritage List der UNESCO) vom 1. Januar 1991, Verwaltungsbereich Potsdam |
| 09156826 | Potsdam (Lage) | Satzung zum Schutz des Denkmalbereichs Berliner Vorstadt der Landeshauptstadt Potsdam |              | Satzung zum Schutz des Denkmalbereichs Berliner Vorstadt der Landeshauptstadt Potsdam |
| 09156601 | Potsdam (Lage) | Satzung zum Schutz des Denkmalbereichs Innere Brandenburger Vorstadt der Landeshauptstadt Potsdam |              | BW |
| 09156779 | Potsdam (Lage) | Ordnungsbehördliche Verordnung zur Unterschutzstellung des Denkmalbereiches Jägervorstadt in Potsdam |              | BW |
| 09156603 | Potsdam (Lage) | Ordnungsbehördliche Verordnung zur Unterschutzstellung des Denkmalbereiches Südliche Nauener Vorstadt in Potsdam                                                                                                 |              | BW |
| 09156602 | Potsdam (Lage) | Satzung zum Schutz des Denkmalbereichs Nowawes |              | Satzung zum Schutz des Denkmalbereichs Nowawes |